# Seleção de São Martinho (França) de Futebol
A Seleção de São Martinho de Futebol representa São Martinho, a metade norte da ilha de São Martinho sob controle da França, nas competições de futebol.
Por não ser membro da FIFA, São Martinho não pode disputar eliminatórias para Copa do Mundo, mas pode disputar as Eliminatórias da Copa Ouro ou a Liga dos Campeões da CONCACAF, por ser membro desta.

## Aruba naCopa Ouro
- 1991 a 2003 - Desistiu
- 2005 a 2021 - Não se classificou.

## Treinadores
- Owen Nickie (2004)
- Gérard Andy (2006–2008)
- Jean-Louis Richards e David Baltase (2010)
- Dominique Rénia (2012)
- David Baltase (2018)
- Stéphane Auvray (2019–)[3]
- Jean-Claude Darcheville e Steeve Falgayrette (2025–)[1]